# Полянські стави
Поля́нські стави́ — гідрологічний заказник місцевого значення в Україні. Розташований у межах Млинівського району Рівненської області, на захід від села Поляни.
Площа 555 га (з них 90 га вкрито лісом). Статус присвоєно згідно з рішенням Рівненської облради № 98 від 18.06.1991 року. Землекористувач: рибне господарство СВК «Поляни».
Статус присвоєно з метою збереження каскаду ставків, які є місцем гніздування журавлів, чаплі білої та сірої чаплі, інших водоплавних птахів. Територія має багату фауну птахів, зокрема тут трапляються занесені до Червоної книги України лелека чорний та змієїд. Тут можна зустріти також таких водно-болотних птахів, як сіра чапля, крижень, лебідь-шипун, декілька видів куликів і крячків. Флора цієї території в цілому типова для лісів і боліт Полісся. Серед видів, занесених до Червоної книги України, виявлені види родини зозулинцевих (орхідних) — любки дволиста та зеленоквіткова, пальчатокорінник плямистий.